# Вестморленд

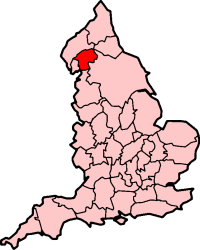
Вестморленд на мапі Англії

Вестморленд (англ. Westmorland) - історичне графство в Англії. Вестморленд був адміністративною одиницею в період з 1889 по 1974 рік. Зараз входить до складу графства Камбрія. 
Графство з такою ж назвою існує в Канаді.